# Peribatodes umbraria
Peribatodes umbraria är en fjärilsart som beskrevs av Jacob Hübner 1809. Peribatodes umbraria ingår i släktet Peribatodes och familjen mätare. Inga underarter finns listade i Catalogue of Life.